# Фенвік-Айленд (Делавер)
Фенвік-Айленд (англ. Fenwick Island) — місто (англ. town) в окрузі Сассекс штату Делавер США. Населення — 343 особи (2020).

## Географія
Фенвік-Айленд розташований за координатами 38°27′35″ пн. ш. 75°3′12″ зх. д. / 38.45972° пн. ш. 75.05333° зх. д. (38.459766, -75.053286).  За даними Бюро перепису населення США в 2010 році місто мало площу 1,26 км², з яких 0,85 км² — суходіл та 0,40 км² — водойми.

### Клімат
| Клімат : Фенвік-Айленд       | Клімат : Фенвік-Айленд | Клімат : Фенвік-Айленд | Клімат : Фенвік-Айленд | Клімат : Фенвік-Айленд | Клімат : Фенвік-Айленд | Клімат : Фенвік-Айленд | Клімат : Фенвік-Айленд | Клімат : Фенвік-Айленд | Клімат : Фенвік-Айленд | Клімат : Фенвік-Айленд | Клімат : Фенвік-Айленд | Клімат : Фенвік-Айленд | Клімат : Фенвік-Айленд |
| Показник                     | Січ.                   | Лют.                   | Бер.                   | Квіт.                  | Трав.                  | Черв.                  | Лип.                   | Серп.                  | Вер.                   | Жовт.                  | Лист.                  | Груд.                  | Рік                    |
| Абсолютний максимум, °C      | 23,9                   | 24,4                   | 30,6                   | 33,9                   | 35,6                   | 38,3                   | 38,9                   | 37,8                   | 36,7                   | 32,8                   | 30,0                   | 25,0                   | 38,9                   |
| Середній максимум, °C        | 6,7                    | 7,8                    | 12,2                   | 17,8                   | 22,8                   | 27,8                   | 30,6                   | 29,4                   | 26,1                   | 20,0                   | 14,4                   | 8,9                    | 18,8                   |
| Середній мінімум, °C         | −3,9                   | −2,8                   | 1,1                    | 5,0                    | 10,6                   | 15,6                   | 18,3                   | 17,8                   | 13,9                   | 7,2                    | 2,8                    | −1,7                   | 7,0                    |
| Абсолютний мінімум, °C       | −25                    | −22,2                  | −16,1                  | −6,7                   | −2,2                   | 3,9                    | 6,1                    | 5,6                    | 0,0                    | −6,1                   | −9,4                   | −21,7                  | −25                    |
| Норма опадів, мм             | 100                    | 84                     | 116                    | 87                     | 99                     | 84                     | 88                     | 142                    | 101                    | 85                     | 83                     | 84                     | 1153                   |
| ---------------------------- | ---------------------- | ---------------------- | ---------------------- | ---------------------- | ---------------------- | ---------------------- | ---------------------- | ---------------------- | ---------------------- | ---------------------- | ---------------------- | ---------------------- | ---------------------- |
| Джерело: The Weather Channel |                        |                        |                        |                        |                        |                        |                        |                        |                        |                        |                        |                        |                        |

## Демографія
Згідно з переписом 2010 року, у місті мешкало 379 осіб у 201 домогосподарстві у складі 127 родин. Густота населення становила 302 особи/км².  Було 764 помешкання (609/км²).
Расовий склад населення:
| - 97,6 % — білих - 0,8 % — азіатів - 0,5 % — чорних або афроамериканців - 0,8 % — осіб інших рас |

Частка іспаномовних становила 1,1 % від усіх жителів.
За віковим діапазоном населення розподілялося таким чином: 7,4 % — особи молодші 18 років, 46,4 % — особи у віці 18—64 років, 46,2 % — особи у віці 65 років та старші. Медіана віку мешканця становила 63,9 року. На 100 осіб жіночої статі у місті припадало 97,4 чоловіків;  на 100 жінок у віці від 18 років та старших — 99,4 чоловіків також старших 18 років.
Середній дохід на одне домашнє господарство  становив 97 626 доларів США (медіана — 65 375), а середній дохід на одну сім'ю — 129 343 долари (медіана — 95 000). За межею бідності перебувало 3,5 % осіб, у тому числі 0,0 % дітей у віці до 18 років та 4,9 % осіб у віці 65 років та старших.
Цивільне працевлаштоване населення становило 136 осіб. Основні галузі зайнятості: освіта, охорона здоров'я та соціальна допомога — 31,6 %, науковці, спеціалісти, менеджери — 18,4 %, роздрібна торгівля — 11,0 %, фінанси, страхування та нерухомість — 10,3 %.